# Heinz Fischer
Heinz Fischer (Graz, 9 ottobre 1938) è un politico austriaco, Presidente dell'Austria dal 2004 al 2016.

## Biografia
Vissuto all'interno di una famiglia di orientamento socialdemocratico Fischer si avvicinò alla politica ai tempi dell'università quando frequentava Giurisprudenza.
Nel 1975 divenne capogruppo del SPÖ.
Nel 1990 divenne presidente del Nationalrat, mantenendo tale incarico fino al 2002.
Nel 1993 ottenne la cattedra di Scienze politiche all'Università di Innsbruck diventando anche ministro sempre nello stesso anno.
Ha dichiarato che alla scadenza del suo mandato sarebbe ritornato a insegnare all'Università di Innsbruck.

## Vita privata
È sposato dal 20 settembre 1968 con Margit Binder, dalla quale ha avuto due figli: Philip (1972) e Lisa (1975).